# Raju Rai
Rajiv Kumar „Raju“ Rai  (* 3. Februar 1983 in Lawrenceville, Georgia) ist ein US-amerikanischer Badmintonspieler. 

## Karriere
Raju Rai gewann sechsmal die US-Meisterschaften. 2006 holte er alle drei Titel bei den Canadian Open. 2004 siegte er bei der Carebaco-Meisterschaft und den Boston Open, 2005 bei der Panamerikameisterschaft. 2008 nahm er an den Olympischen Spielen teil.

## Erfolge
| Saison | Veranstaltung              | Disziplin    | Platz | Name                           |
| ------ | -------------------------- | ------------ | ----- | ------------------------------ |
| 2003   | USA: Einzelmeisterschaften | Mixed        | 1     | Raju Rai / Eti Tantra          |
| 2004   | Carebaco-Meisterschaft     | Herrendoppel | 1     | Khankham Malaythong / Raju Rai |
| 2004   | USA: Einzelmeisterschaften | Mixed        | 1     | Raju Rai / Eva Lee             |
| 2004   | USA: Einzelmeisterschaften | Herreneinzel | 1     | Raju Rai                       |
| 2004   | Boston Open                | Herrendoppel | 1     | Khankham Malaythong / Raju Rai |
| 2005   | Panamerikameisterschaft    | Herrendoppel | 1     | Khankham Malaythong / Raju Rai |
| 2005   | USA: Einzelmeisterschaften | Herreneinzel | 1     | Raju Rai                       |
| 2006   | USA: Einzelmeisterschaften | Herreneinzel | 1     | Raju Rai                       |
| 2006   | Boston Open                | Herreneinzel | 1     | Raju Rai                       |
| 2007   | Victorian International    | Herreneinzel | 3     | Raju Rai                       |
| 2008   | USA: Einzelmeisterschaften | Herreneinzel | 1     | Raju Rai                       |